# Kuglanje
Kuglanje je športska grana u kojoj se koristi kugla za pogađanje čunjeva, sa svrhom srušiti što više. Čunjevi su postavljeni utvrđenim sustavom, na određenoj udaljenosti, na posebno pripremljenoj podlozi. Osnovne odredbe su: vodoravna i glatka površina daske položnice, raspoređenih 10 čunjeva, na njihovom postolju, u kvadratu, čija je dijagonala produžetak osi daske položnice i kuglačke staze, odigravanje kuglama iste težine i promjera, vodoravna površina postolja za čunjeve, itd.
Način igranja se dijeli na: igru u "Pune", igru u "Čišćenje", "Mješovito" igranje. Igra u "Pune" se izvodi tako da je na postolju postavljeno svih 10 čunjeva (postava) za svaki hitac; svaki srušeni čunj daje učinak kugle od 1, učinak kugle u pune može iznositi od 1 do 10. Igra u "ČIŠĆENJE" se izvodi tako da se počne s prvim hicem u "pune", drugim i daljnjim hicima odigrava se u poziciju čunjeva koja je ostala nakon odigravanja prvog hica u "pune"; nakon rušenja cijele postave postavlja se ponovno svih 10 čunjeva...; kod "Mješovito" načina igranja, u jednoj seriji hitaca prva polovica se izvodi u "pune" a druga polovica u "čišćenje" (15 u pune i 15 u čišćenje).

## Povijest kuglanja
Povijest kuglanja datira unazad nekoliko tisuća godina. Tijekom prve polovice dvadesetog stoljeća, engleski egiptolog sir Flinders Petrie pronalazi ostatke primitivnih kuglačkih kugli i čunjeva u grobu egipatskog dječaka koji datiraju iz 3200 g. P.K., što je gotovo prije 5200 godina. Međutim, porijeklo kuglanja se također može pronaći u Njemačkoj oko 300 g. AD. Prvo pisano spominjanje kuglanja uključuje engleskog kralja Edwarda III koji, u 1366 g., zapravo zabranjuje kuglanje kako bi prisilio svoje vojnike da se više fokusiraju na streljaštvo. S dvora kralja Edwarda, kuglanje se održalo do doba Henryja VIII, u to doba kuglanje je postalo popularno i u njemu su uživali uglavnom pripadnici plemstva.
U evoluciji kuglanja značajnu ulogu imaju igre “skittles” i “kegelspiel”.
U Njemačkoj se popularizira “kegelspiel”, igra u kojoj igrač kotura male drvene kugle prema devet čunjeva, koji su postavljeni u kvadratnu formaciju. Klasično kuglanje je predstavljeno u Americi tijekom kolonijalnih ratova, porijeklom iz Europe putem njemačkih, engleskih i nizozemskih doseljenika te postaje iznimno popularno, posebice u Teksasu, gdje se još i danas odvijaju organizirana natjecanja po nešto drugačijim pravilima bodovanja nego u Europi.
1814. u Connecticutu zakonom je zabranjeno kuglanje jer je bilo vezano s kockanjem i organiziranim kriminalom. Postoji teorija da je “bowling” (10pin) nastao dodavanjem jednog čunja klasičnom kuglanju koje je bilo zabranjeno, te nastaje nova igra koja je današnji sinonim za kuglanje općenito u svijetu.
Paralelno s razvitkom kuglanja u Njemačkoj, u Engleskoj se razvija “Skittles” koji je nešto drugačiji od klasičnog poimanja kuglanja.
U Europi trenutno postoje tri vrste kuglanja na devet čunjeva. To su “classic” (NBC), “bohle” (NBB) i “schere” (NBS). Najpopularnije je “classic” koje je zastupljeno u najviše zemalja.

## Načini igre
Postoje dva sustava kuglanja: s 9 čunjeva "klasični" ili s 10 čunjeva "američki" .
Kugle u klasičnom kuglanju na 9 čunjeva su standardizirane, promjera 160 mm, mase 2850g +/- 5g i svi igrači igraju istim kuglama. 
Kugle u američkom načinu igre mogu biti različitih masa i svaki igrač ima svoje kugle, prilagođene njemu.

## Varijante

### Kuglanje u metu
(engl. target bowling)

### Kuglanje sa čunjevima
Krovna organizacija je World Bowling (WB).

#### Kuglanje sa 9 čunjeva
Krovna organizacija je World Ninepin Bowling Association (WNBA).

##### Klasično
WNBA-NBC (Ninepin Bowling Classic). Kugla se na plastičnoj stazi (prije asfaltna).

##### Schere
WNBA-NBS (Ninepin Bowling Schere). Kugla se na škarastoj stazi.

##### Bohle / National
WNBA-NBB (Ninepin Bowling Bohle). Kugla se na brvnastoj stazi.

#### Kuglanje sa 10 čunjeva
Krovna organizacija je World Tenpin Bowling Association (WTBA).

##### Bowling
U Hrvatskoj, da se razlikuje od popularnijeg kuglanja s 9 čunjeva, koriste se izrazi bowlati za kuglanje, bowlingaš/-ica za kuglač-a/icu, bowlingana za kuglanu.
Bowling u Hrvatskoj ima korijene u 1953. godini, kad je u Borovu izgrađena prva bowling staza u Jugoslaviji. Sljedeće godine u podrumu restauracije Istra (bivši Skušić, Ulica B. Oreškog) otvorena je prva jednostazna bowling kuglana u Zagrebu. Nekoliko godina kasnije bowling se gasi i prostor pretvara u skladište pa bowling sekcija stagnira sve do izgradnje dvostazne kuglane na objektu Grmoščica 1962. godine. Na Velesajmu je 1965. izgrađena privremena montažna Brunswick kuglana. Sedamdesetih su otvorene dvije kuglane u Dubrovniku u hotelu Croatia i Libertas te jedna u Makarskoj u hotelu Biokovo. Nakon toga, 1994. godine otvorio se bowling klub u Importanne centru sa 10 staza koji se službeno zatvorio 2003. Nakon toga dvadesetak entuzijasta jedanput mjesečno odlazilo je u Sloveniju u Tivoli gdje su igrali Slovensku ligu. Od 2003. do 2009. u Hrvatskoj nije bilo niti jedne bowling staze. Bowling kao natjecateljski rekreacijski sadržaj u Hrvatskoj se pojavio 2009. u okviru 17. europskih sportsko rekreacijskih igara u Rovinju. Od 2009. bowling se nakratko vratio. Prvi bowling-centar u Zagrebu bio je otvoren 2009. godine (City Bowling West Gate s 14 staza). Ubrzo je Zagreb dobio još tri, za ukupno četiri (drugootvoreni Klub 300 s 32 staze, pa Skybowling s 24 staze i posljednjeotvoreni Green Gold s 8 staza) koji su zatvoreni do kraja 2015. Ostale su tako u Hrvatskoj bowlingane s 8 staza u Varaždinu otvorena 2012. i 16 staza u Osijeku otvorena 2011. te su postojale još bowlingane s 4 staze u Cerni i Vukovaru. 2016. su otvorene bowlingane "KugLana" s 4 staze u Karlovcu i Bowling Centar Rijeka. Kasnije su ponovno otvorene kuglane u Zagrebu, prvo Bowling Club (7 staza) 2017. pa Bowling centar Zagreb (8 staza) 2017. u Galleria business centru (Importanne galerija), Bowling Bar (8 staza) 2018., West Bowling (14 staza) 2022. 2023. otvorena je bowlingana u Zadru. Zlatni čunj - Dvoboj u bowlingu Zagreb – Ljubljana održava se od 1982.

##### Candlepin bowling
Krovna organizacija je International Candlepin Bowling Association (ICBA).

## Vrste natjecanja
U svim kategorijama, natjecanja mogu biti:
- ekipna (broj igrača u sastavu utvrđuje priređivač)
- u parovima (jedan par čine dva igrača)
- mješoviti parovi (jedan par čine jedan igrač i jedna igračica)
- tandemi (dva igrača na istoj stazi)
- pojedinačna.
- sprint (igrač igra 10 hitaca u pune + 10 hitaca u čišćenje. Igra se na dvije staze, nakon kvalifikacija igra igrač na igrača, kup načinom igre, na izbacivanje protivnika)

Ekipna natjecanja su sva natjecanja s dva ili više igrača. U ekipnim natjecanjima dopuštene su dvije pričuve. Iznimno na natjecanjima nižeg ranga može se dopustiti i više pričuvnih igrača, prema odluci priređivača. U natjecanju parova dopuštena je jedna pričuva po paru. U sastavu mješovitog para pričuvu čine jedan igrač i jedna igračica.
Kuglačka staza sadrži sljedeće dielove:
- natjecateljski prostor - slobodni prostor
  - zaletna površina
  - daska položnica
- prostor staze - staze
  - izvedba s marginama
  - izvedba s kanalima
- prostor za čunjeve - postolje za čunjeve
  - završetak
  - jarak za kugle
  - udarni zid
- uređaj za vraćanje kugli - žlijeb za vraćanje kugli
  - držač kugli
- uređaj za postavljanje - automat za postavljanje čunjeva s dizalom za kugle
  - kugle
  - uređaj za pokazivanje
  - kontrolni pult

## Organizacije
Krovna kuglačka organizacija je FIQ (Fédération Internationale des Quilleurs). FIQ je zadužen za kuglanje na devet čunjeva i za kuglanje na deset čunjeva. Osnovana je 1952.g. kako bi zastupala interese svih kuglača u svijetu, kao i organizaciju međunarodnih natjecanja. 1979.g. FIQ je proglašen od strane IOC kao krovna organizacija za kuglački sport. FIQ ima nacionalne federacije smještene u svih pet olimpijskih zona, 100 milijuna članova od kojih su 10 milijuna natjecatelja te preko 250 000 kuglačkih staza, što kuglanje čini jednim od najvećih i najbolje organiziranim sportom na svijetu.

### FIQ:
Prvi pokušaj da se koordinira kuglački sport na svjetskoj razini organiziranjem svjetskog prvenstva i donošenjem uniformiranih i ujednačenih igračkih pravila, je poduzet 1926.g. od strane Finske, Njemačke, Nizozemske, Švedske i SAD-a stvaranjem IBA (International Bowling Association).
- U prosincu 1951.g. dužnosnici IBA inicirali su pozivanje delegata iz svih zainteresiranih zemalja da dođu u Hamburg, Njemačka da 27.01.1952. razgovaraju o statusu kuglanja i mogućoj reaktivaciji IBA.
```
   Austria
   Belgia
   Finska
   Francuska
   Zapadna Njemačka
   Jugoslavija
   Švedska
   Švicarska
   Luxemburg
```

Donesena je jednoglasna odluka da se formira novi međunarodni kuglački savez. Prvi prijedlog je bio da to bude europska federacija, ali pošto je SAD bio jak na području kuglanja na 10 čunjeva on je ipak uključen u federaciju. Nova federacija će biti međunarodna svjetska organizacija s 4 različite sekcije: Jedna za kuglanje na 10 čunjeva “bowling”, i tri za kuglanje na devet čunjeva: Asphalt (kasnije Classic), Bohle i Schere.
Nova organizacija bit će imenovana FIQ (Federation Internationale des Quilleurs) na prijedlog g. Renea Weissa iz Francuske. G. Heinz Kropp iz Njemačke je izabran za prvog predsjednika. Također, izabrani su predsjednici podsekcija: Za bowling g. Hans Berger (Švedska), za asfalt g. Leopold Hatzi (Austrija), za bohle g. Willi Stark iz Njemačke te za schere g. Francois van Arkles (Belgija).
Iako predstavnici Danske nisu prisustvovali sastanku, obečali su da će sudjelovati, te su zbog toga smatrani kao članovi i uvršteni su u zemlje koji prakticiraju Bohle.
Svi savezi dobili su zadatak da se pripreme za svaki pojedini dio, pravila igranja kao i propisi za opremu… G.Weiss i g. Hatzi su ovlašteni da izrade prijedlog ustava FIQ, poštujući regulative Međunarodnog olimpijskog odbora (IOC).

## unutrašnje poveznice
- Hrvatski kuglački savez
  - Prva hrvatska kuglačka liga - klasično
  - Prva hrvatska kuglačka liga za žene - klasično
  - Hrvatska bowling liga
- Pljočkanje

## Vanjske poveznice
- WNBA, FIQ-WNBA (stari url)
  - WNBA-NBC (klasično), FIQWNBA-NBC (stari url)
  - WNBA-NBS (schere)
  - WNBA-NBN (national / bohle), FIQWNBA-NBBK (Ninepin Bowling Breitensport Kegeln; bohle (NBB)) (stari url)  Arhivirana inačica izvorne stranice od 21. veljače 2023. (Wayback Machine)
- Pravila kuglanja  Arhivirana inačica izvorne stranice od 29. kolovoza 2014. (Wayback Machine)
- Hrvatski kuglački savez